# Celofisoidi
Celofisoidi (lat. Coelophysoidea) su bili česti dinosauri iz perioda kasnog trijasa i rane jure. 
Geografski su bili vrlo rasprostranjeni i vjerojatno su nastanjivali sve kontinente. Svi su bili vitki mesožderi nalik na celurosaure, s kojima su se isprva klasificirali, a neke vrste su imale krhke krijeste na glavi. Bili su dugi između 1 i 6 m. Nije poznato čime su bili izvana pokriveni, pa su ih umjetnici prikazivali ili s perjem ili s krljuštima. Neke vrste su možda živjele u čoporima, jer je na nekim mjestima pronađen veliki broj jedinki.  
Najbolji primjeri celofisoida su Coelophysis, Procompsognathus i Liliensternus. Većina dinosaura koji su se prije svrstavali u takson "Podokesauridae" sada se svrstavaju u celofisoide.

## Klasifikacija
Unatoč svojoj vrlo ranoj pojavi u fosilnim nalazima, celofisoidi imaju veliki broj osobina koje ih razlikuju od primitivnih teropoda. Među najupadljivijima od tih osobina je način na koji su dvije kosti gornje čeljusti vezane, pa je gornja čeljust pokretljiva i s velikim razmakom između zuba u te dvije kosti. 
Glavni predmet neslaganja među ekspertima za teropode je to da li su celofisoidi dijelili novijeg pretka s ceratosaurima (sensu stricto) nego što su ceratosauri s drugim teropodima. Većina novijih analiza ukazuje na zadnji slučaj, tj. da Coelophysoidea ne formira prirodnu grupu s ceratosaurima. Slično tome, iako su se dilofosauridi tradicionalno svrstavali u Coelophysoidea, istraživanja objavljena u kasnim 2000-im pokazuju da su možda u bližem srodstvu s tetanurima.

### Taksonomija
- Natporodica Coelophysoidea
  - ?Dolichosuchus
  - ?Gojirasaurus
  - ?Liliensternus
  - ?Lophostropheus
  - ?Sarcosaurus
  - Porodica Coelophysidae
    - Camposaurus
    - Podokesaurus
    - Procompsognathus
    - ?Pterospondylus
    - Segisaurus
    - Potporodica Coelophysinae
      - Coelophysis
      - Megapnosaurus

  - ?Porodica Halticosauridae
    - ?Potporodica Halticosaurinae
      - ?Halticosaurus

## Vanjske poveznice
- Coelophysoidea i Podokesauridae  Arhivirana inačica izvorne stranice od 14. veljače 2012. (Wayback Machine) na DinoData.